# Шевченко, Александр Васильевич
Александр Васильевич Шевченко (26 мая [7 июня] 1883, Харьков — 28 августа 1948, Москва) — русский и советский живописец и график, теоретик искусства, авангардист.

## Биография
Родился в 1882 году или 26 мая (7 июня) 1883 года в Харькове.
С 1898 по 1907 год учился в художественно-промышленном училище имени Строганова. В 1905 году прервал занятия в училище и поехал в Париж, где по 1906 год работал в мастерской Э. Каррьера, а после смерти Каррьера, у Этьена Дине и Жана-Поля Лорана в академии Жюльена. Перед возвращением из Парижа в Россию совершил путешествие по Англии, Испании, Египту и Турции.
Вернувшись в Москву, Шевченко завершил учёбу в Строгановском училище (1907). С 1908 по 1909 год учился в Московском училище живописи, ваяния и зодчества, где его учителями были А. Е. Архипов и К. А. Коровин.
В 1910-е годы А. В. Шевченко участвовал в выставках объединений «Мир искусства», «Союз молодёжи» и «Ослиный хвост»; был близок к последней группе художников.
Автор ряда литературных статей, в которых изложил свои теоретические позиции в искусстве («Неопримитивизм. Его теория. Его возможности. Его достижения», «Принципы кубизма и других современных течений живописи всех времен и народов», «Цветодинамос и тектонический примитивизм»).
В 1914 году был призван в действующую армию. В 1916 году ранен. Демобилизован в 1917 году.
Заведовал литературно-художественным подотделом Коллегии по делам искусств Наркомпроса (1918—1921), входил в состав Живскульптарха (1919—1920). Преподавал в Государственных свободных художественных мастерских — ВХУТЕМАСе — ВХУТЕИНе (1918—1929). Входил в общества «Маковец» и «Общество московских художников».
В конце 1920-х — начале 1930-х годов бывал в Казахстане, Азербайджане и Грузии, создав ряд произведений на восточные темы.
С 1941 года руководил кафедрой живописи в Московском текстильном институте.
Похоронен на Ваганьковском кладбище.

## Ученики
- Ахремчик, Иван Осипович
- Барто, Ростислав Николаевич
- Голополосов, Борис Александрович
- Гончаров, Андрей Дмитриевич
- Игумнов, Сергей Дмитриевич
- Каптерев, Валерий Всеволодович
- Классон, Екатерина Робертовна
- Маркин, Сергей Иванович
- Почиталов, Василий Васильевич
- Урманче, Баки Идрисович
- Шегаль, Григорий Михайлович
- Лапин, Евгений Владимирович
- и другие.

## Семья
Первая жена — дочь присяжного поверенного, художница Надежда Сергеевна Псищева (1881—1913). Их дети: Лев (1908—1915), Татьяна (1911—1977), которая тоже стала художницей. Вторая жена — младшая сестра Надежды, Лидия Сергеевна Псищева (1883-1954).

## Основные произведения

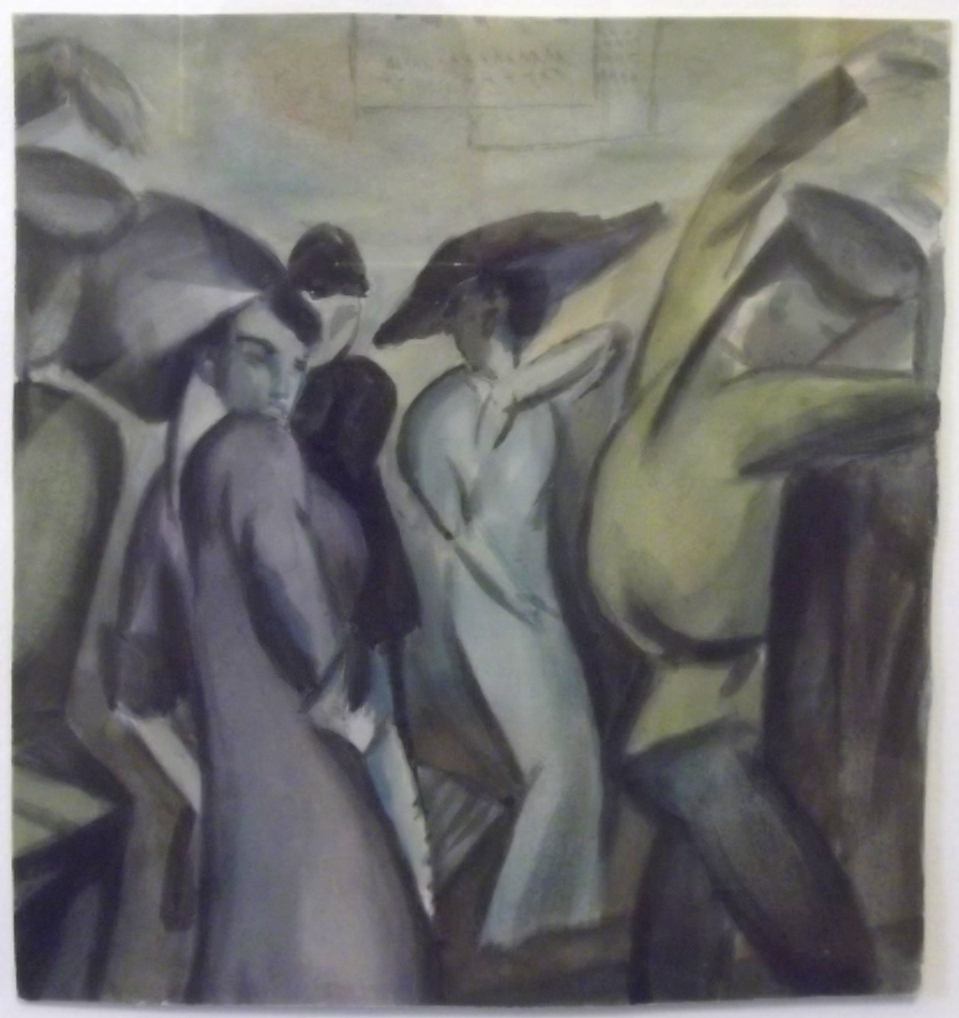
Пляшущие матросы, 1911
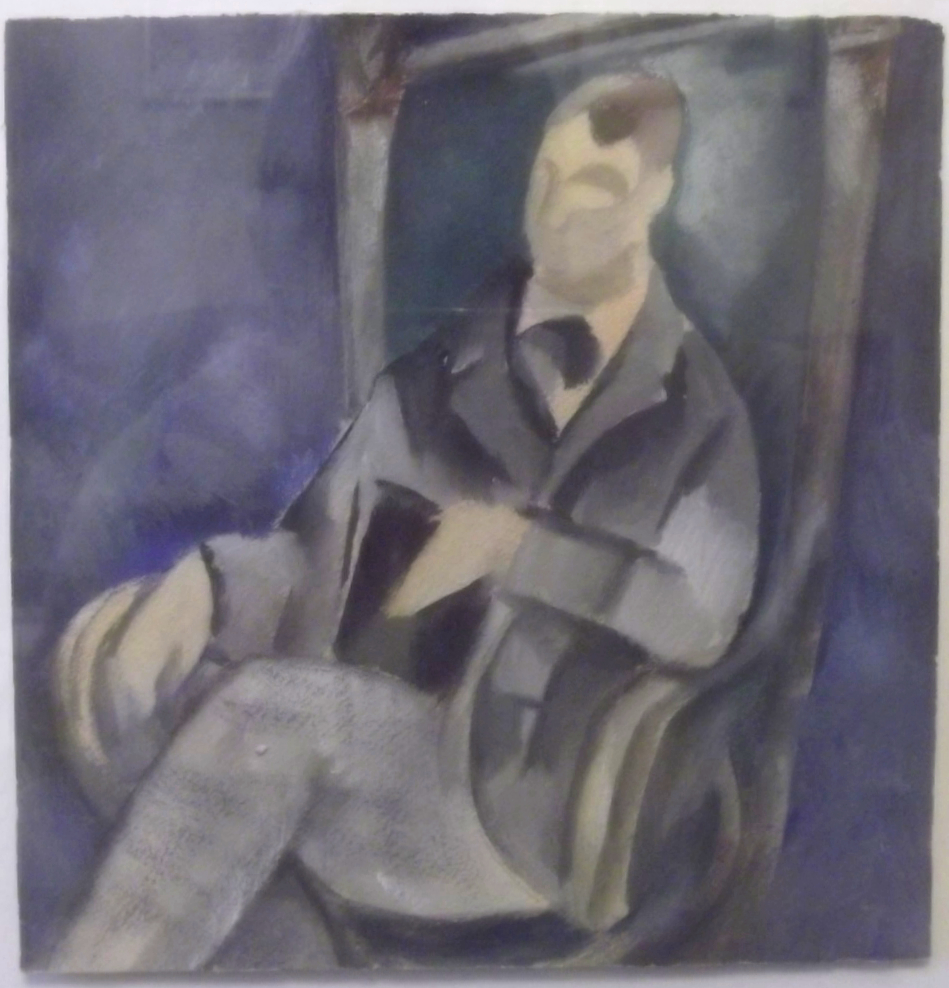
Кубистический портрет мужчины, 1914
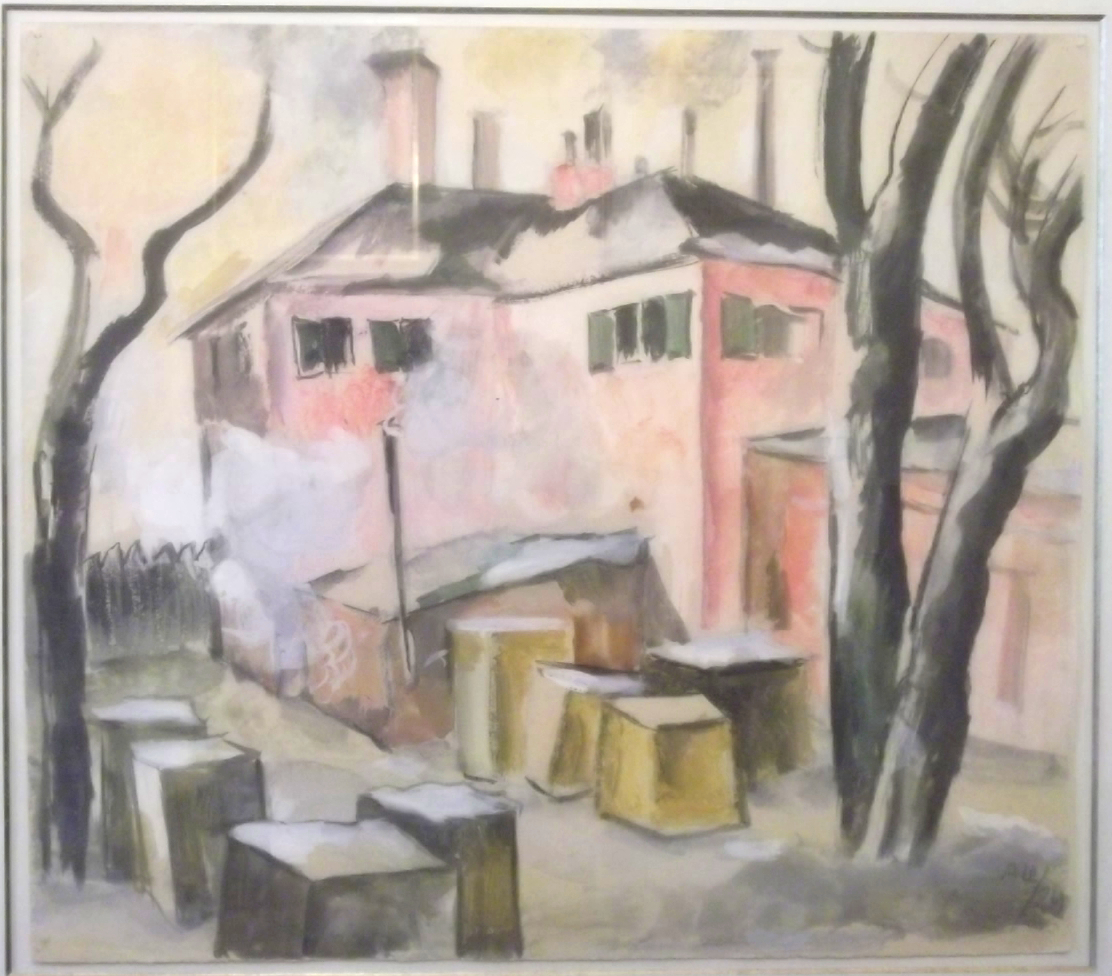
Кубистический розовый дом, 1924
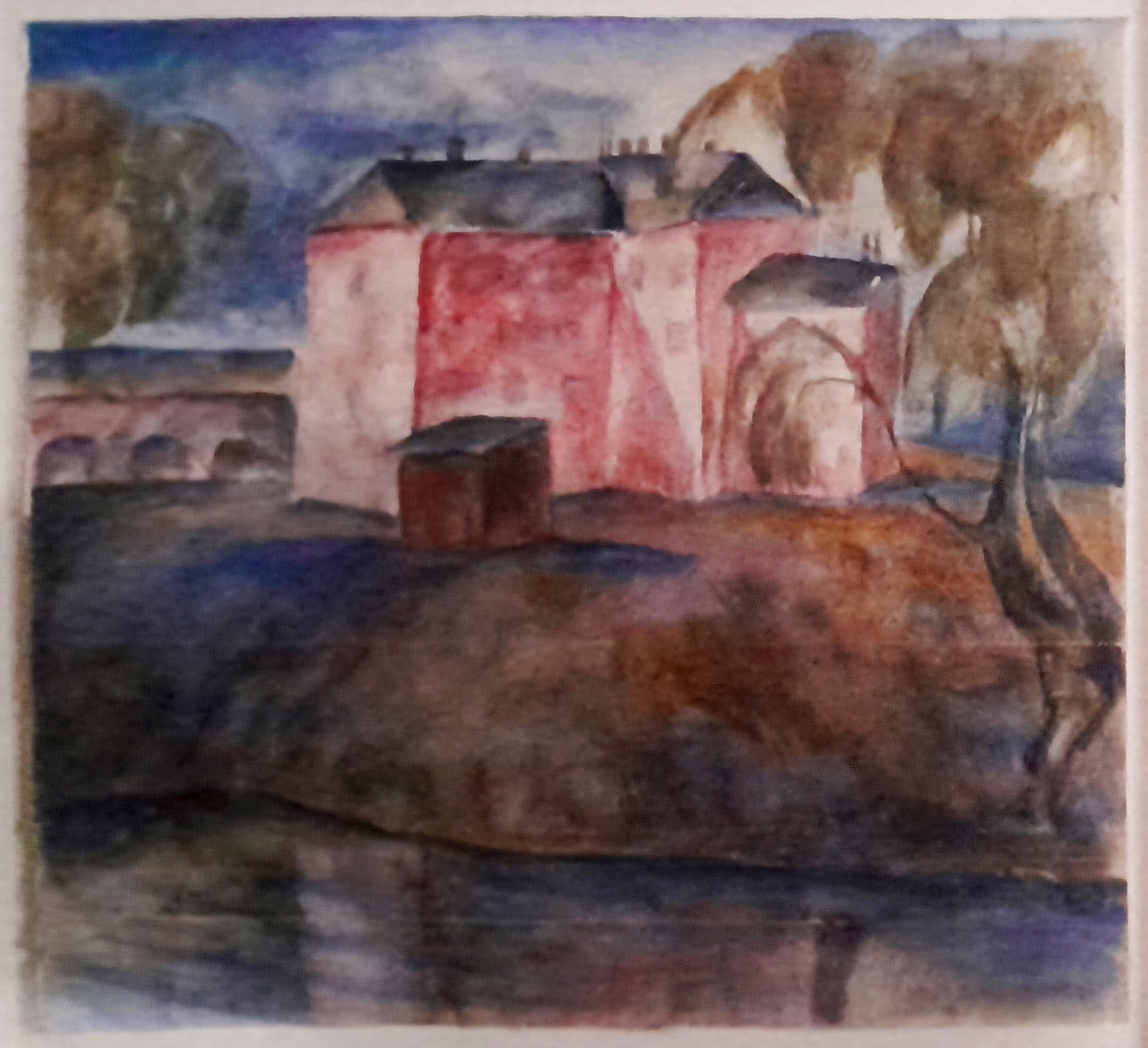
Красный дом с рекой, 1911
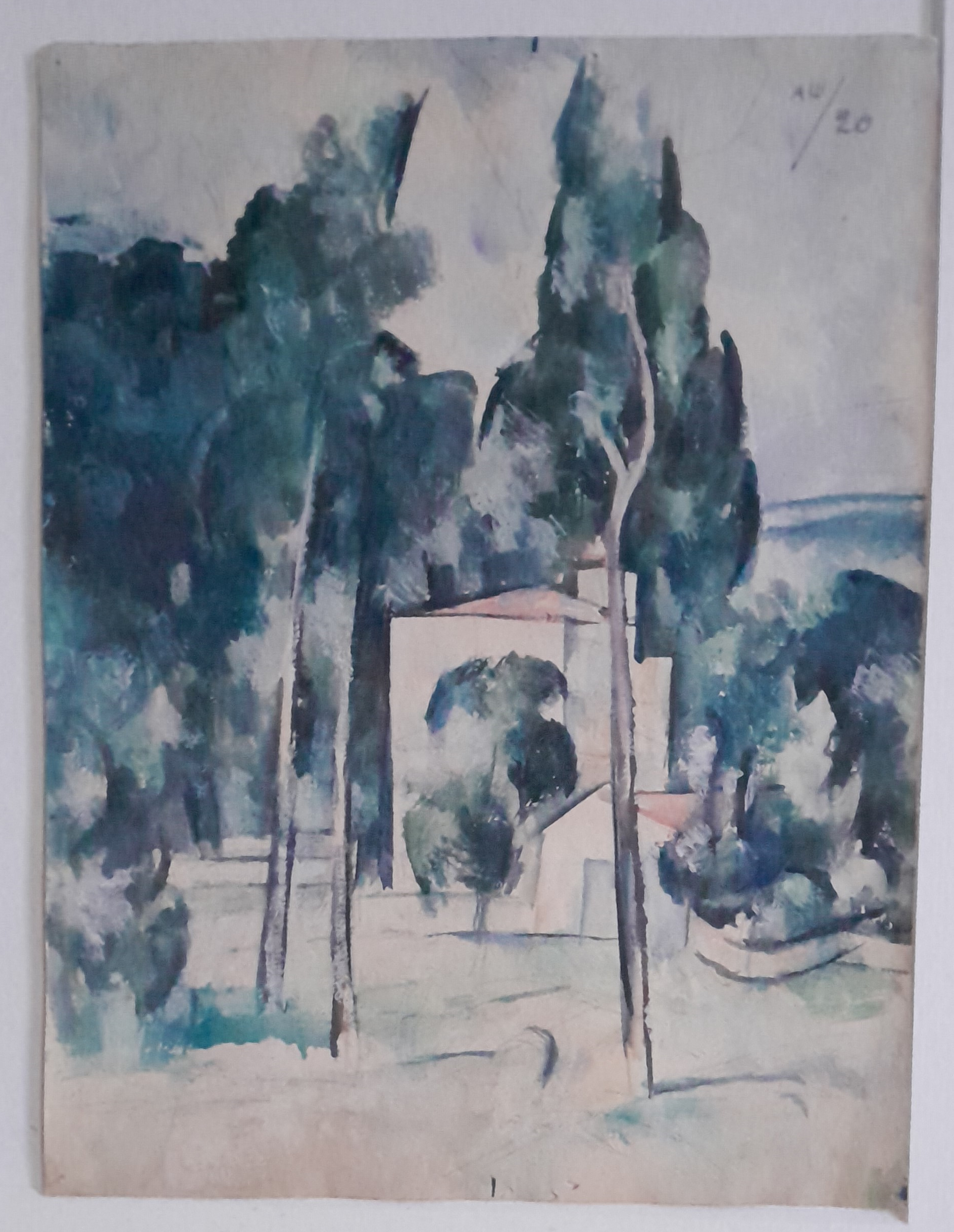
Пейзаж с тополями и домом, 1920
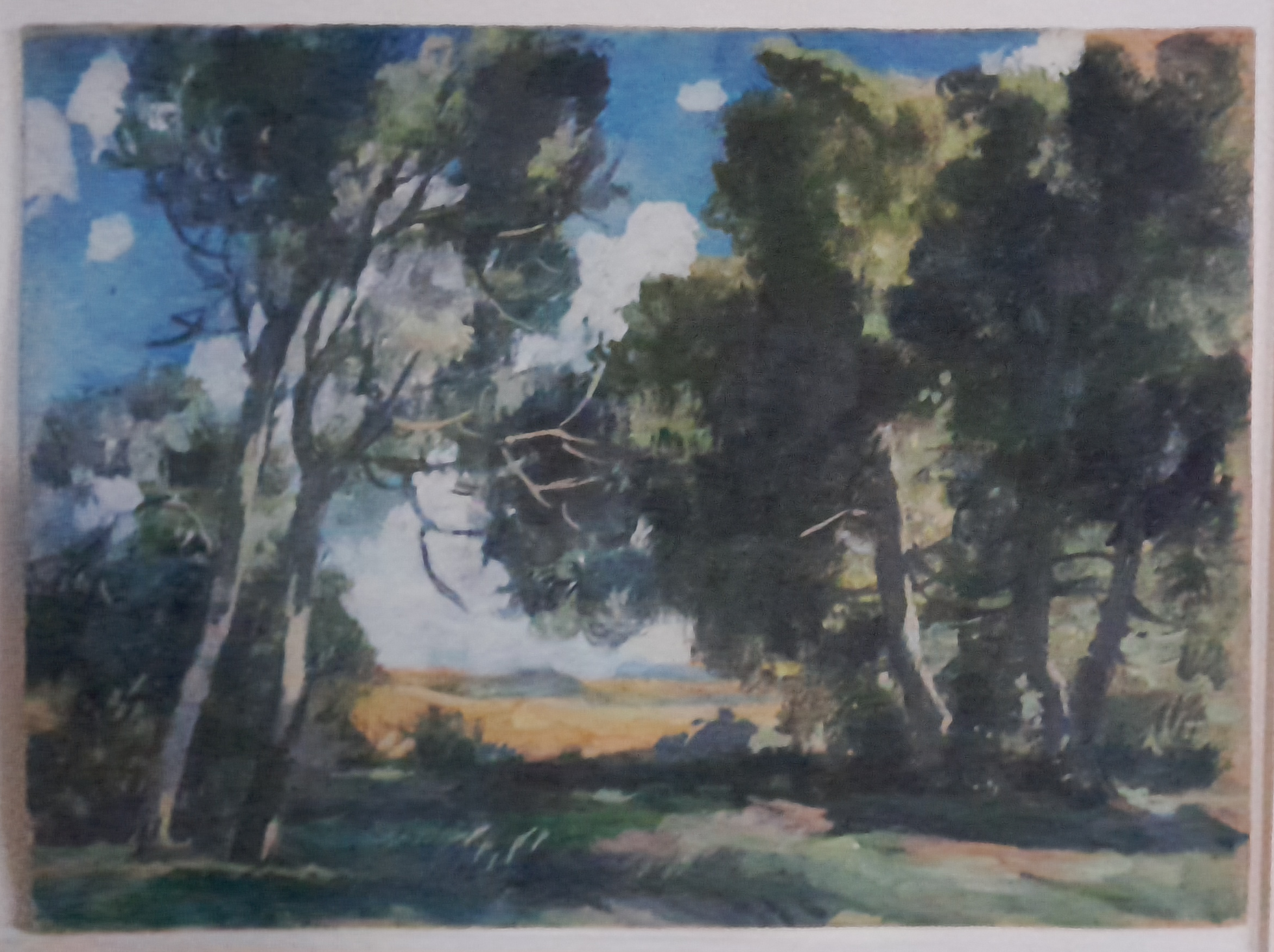
Пейзаж в духе Сезанна, 1924
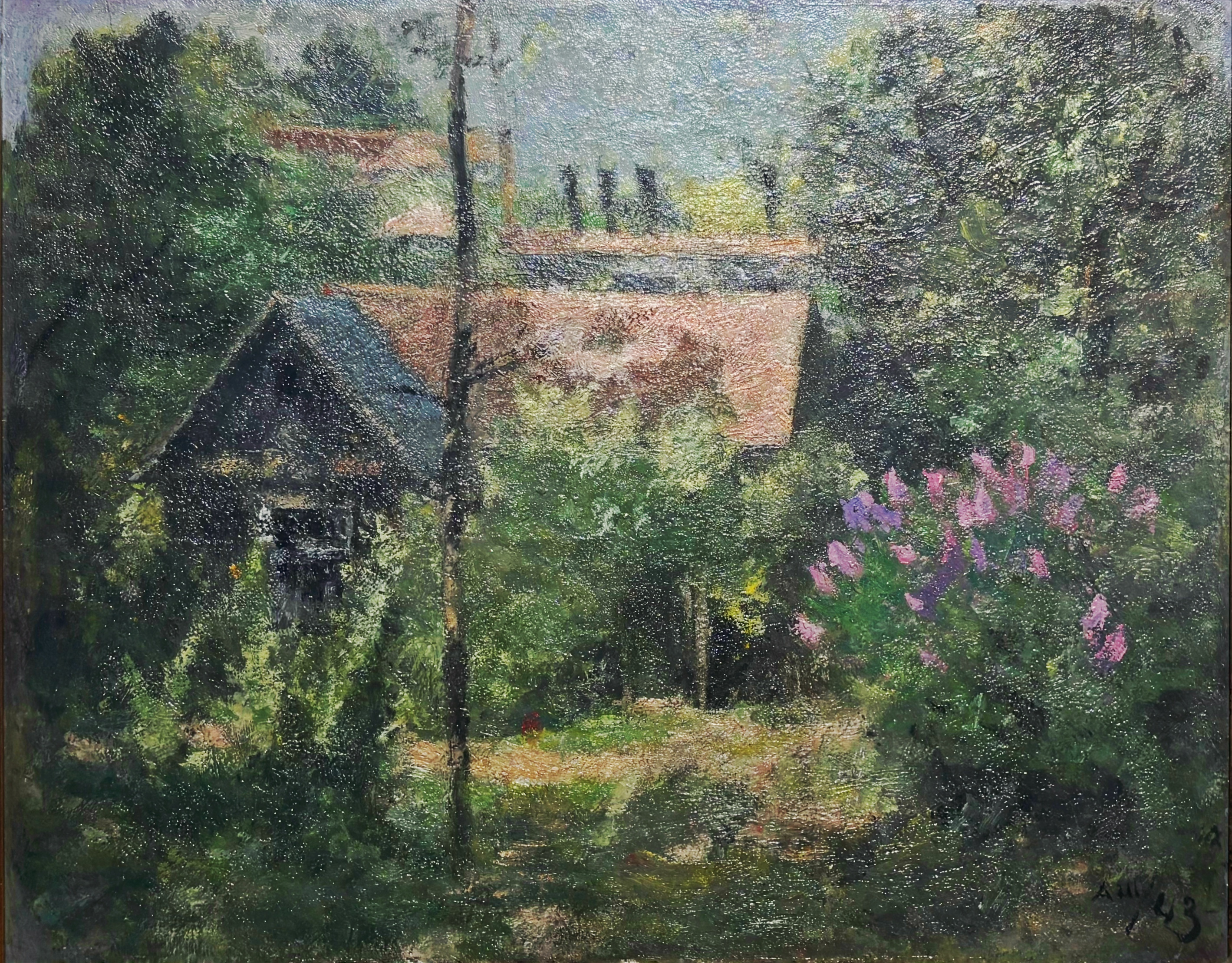
Сад с домиком и сиренью, 1943
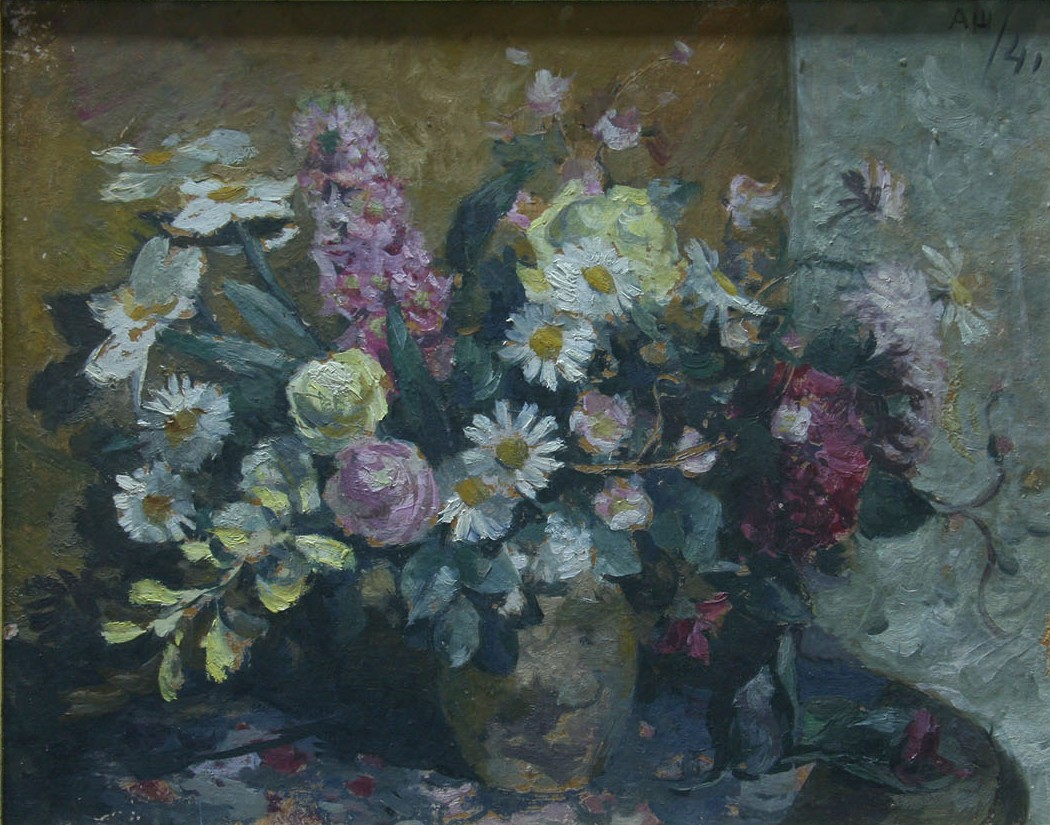
Букет цветов, 1941
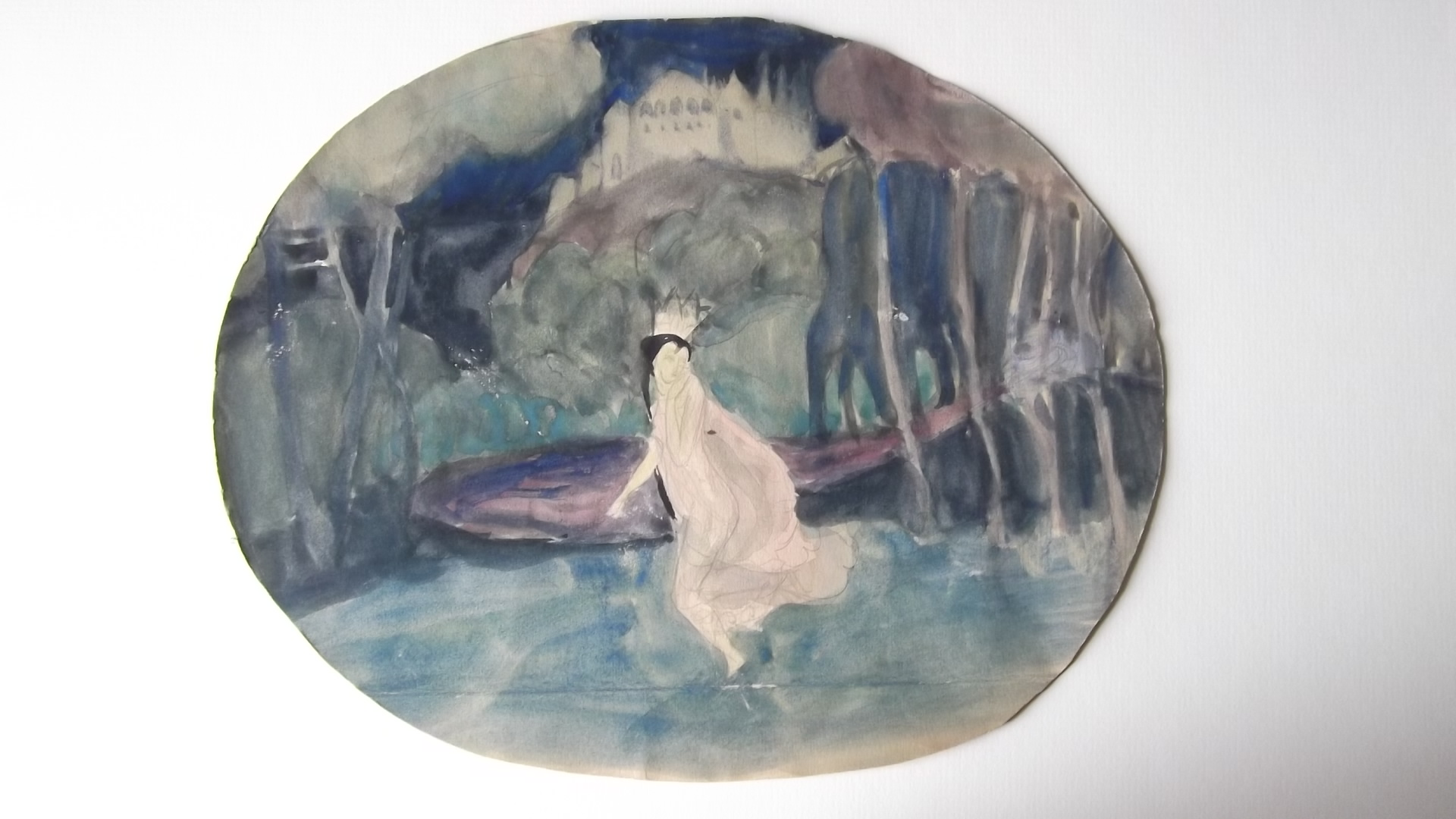
Тень красавицы Млады из оперы «Млада» Н.Римского-Корсакова, 1908